# Lijst van schepen van de United States Navy (F)
Deze lijst geeft een overzicht van schepen die ooit in dienst zijn geweest bij de United States Navy waarvan de naam begint met een F.

## F-Fa
- USS F-1 (SS-20)
- USS F-2 (SS-21)
- USS F-3 (SS-22)
- USS F-4 (SS-23)
- USS F. J. Luckenbach (ID-2160)
- USS F. Mansfield & Sons Co ()
- USS Fabius (ARV(E)-5)
- USS Facility ()
- USS Fahkee ()
- USS Fahrion (FFG-22)
- USS Fair (DE-35)
- USS Fair American ()
- USS Fairfax (DD-93)
- USS Fairfax County (LST-1193)
- USS Fairfield (1828, AK-178)
- USS Fairmont (ID-2429)
- USS Fairplay ()
- USS Fairy ()
- USS Falcon (, , MHC-59, MSC-190)
- USS Falgout (DE-324)
- USS Falkner ()
- USS Fall River (CA-131)
- USS Fallon (APA-81)
- USS Falmouth (1827)
- USS Fancy ()
- USS Fanning (DD-37, DD-385, FF-1076)
- USS Fanny Mason ()
- USS Fanny Skinner ()
- USS Fanshaw Bay (CVE-70)
- USS Fantana ()
- USS Farenholt (DD-332, DD-491)
- USS Fargo (CL-85, CL-106)
- USS Faribault (AK-179)
- USS Farquhar (DD-304, DE-139)
- USS Farragut (TB-11, DD-300, DD-348, DLG-6/DDG-37, DDG-99)
- USS Favorite (ID-1385/IX-45)
- USS Favourite ()
- USS Fawn ()
- USS Fayette (AP-88/APA-43)

## Fe-Fi
- USS Fearless (SP-724, YDT-5, MSO-442)
- USS Fearnot ()
- USS Fechteler (DE-157, DD-870)
- USS Federal (SP-3657)
- USS Feland (APA-11)
- USS Feldspar ()
- USS Felicia (PYc-35, )
- USS Felix Taussig (SP-2282)
- USS Fenimore (ID-2681)
- USS Fenimore Cooper ()
- USS Fentress (AK-180)
- USS Fergus (APA-82)
- USS Fern (, , )
- USS Fernandina ()
- USS Ferret (, , )
- USS Fessenden (DE-142)
- USS Fidelity (AM-96, MSO-443)
- USS Fieberling (DE-640)
- USS Fierce (AM-97)
- USS Fife (DD-991)
- USS Fillmore (APA-83)
- USS Finback (SS-230, SSN-670)
- USS Finch (, DE-328)
- USS Finland (ID-4543)
- USS Finnegan (DE-307)
- USS Fire Island ()
- USS Firebolt (PC-10)
- USS Firebrand ()
- USS Firecrest (AMC-33, AM-394, AMS-10, MSCO-10)
- USS Firedrake (AE-14)
- USS Firefly ()
- USS Firm (AM-98, MSO-444)
- USS Fish Hawk ()
- USS Fisher (AKR-301)
- USS Fiske (DE-143, DD-842)
- USS Fitch (DD-462)
- USS Fitzgerald (DDG-62)
- USS Fitzroy (DE-88)
- USS Fixity ()

## Fl
- USS Flag (1861)
- USS Flagler (AK-181)
- USS Flagstaff (PGH-1)
- USS Flaherty (DE-135)
- USS Flambeau (, , )
- USS Flambeau River (LCM(R)-503)
- USS Flasher (SS-249, SSN-613)
- USS Flatley (FFG-21)
- USS Fleming (DE-32, DE-271)
- USS Fletcher (DD-445, DD-992)
- USS Fli-Hawk ()
- USS Flicker (, )
- SS Flickertail State (T-ACS-5)
- USS Flier (SS-250)
- USS Flint (CL-97, AE-32)
- USS Flirt ()
- USS Florence ()
- USS Florence Nightingale (AP-70)
- USS Florida (1824, 1861, 1869, BM-9, BB-30, SSGN-728)
- USS Floridian (ID-3878)
- USS Florikan (ASR-9)
- USS Flounder (SS-251)
- USS Floyd B. Parks (DD-884)
- USS Floyd County (LST-762)
- USS Floyd Hurst ()
- USS Floyds Bay (AVP-)
- USS Flusser (, DD-20, DD-289, DD-368)
- USS Fly ()
- USS Flyer (AG-179)
- USS Flying Fish (1838, SS-229, SSN-673)

## Fo
- USS Foam (ID-2496)
- USS Fogg (DE-57)
- USS Foley (DE-270)
- USS Folly (ID-1453)
- USS Fomalhaut (AK-22/AKA-5, AE-20)
- USS Fond du Lac (APA-166)
- USS Foote (TB-3, DD-169, DD-511)
- USS Force (AM-99, MSO-445)
- USS Ford (DD-28, FFG-54)
- USS Ford County (LST-772)
- USS Foreman (DE-633)
- USS Forest Rose (1862)
- USS Formoe (DE-58, DE-509)
- USS Forrest (DD-461)
- USS Forrest Royal (DD-872)
- USS Forrest Sherman (DD-931, DDG-98)
- USS Forrestal (CVA-59)
- USS Forster (DE-4, DE-334)
- USS Forsyth (PF-102/PG-210)
- USS Fort Donelson (1862)
- USS Fort Fisher (LSD-40)
- USS Fort Henry (1862)
- USS Fort Hindman (1863)
- USS Fort Jackson (1862)
- USS Fort Mandan (LSD-21)
- USS Fort Marion (LSD-22)
- USS Fort McHenry (LSD-43)
- USS Fort Morgan (1864)
- USS Fort Snelling (LSD-23, LSD-30)
- USS Fort Wayne (SP-3786)
- USS Fortify (MSO-446)
- USS Fortitude (AMC-31/YDT-2)
- USS Fortune (AVS-2, IX-146)
- USS Forward (1918)
- USS Foss (DE-59)
- USS Fowler (DE-222)
- USS Fox (1822, 1859, DD-234/AG-85, CG-33)
- USS Fox Island IV ()

## Fr-Fu
- USS Frament (DE-677/APD-77)
- USS Frances ()
- USS Frances II ()
- USS Francis G. Conwell ()
- USS Francis Hammond (FF-1067)
- USS Francis M. Robinson (DE-220)
- USS Francis Marion (APA-249)
- USS Francis Scott Key (SSBN-657)
- USS Francovich (DE-379, DE-606/APD-116)
- USS Frank Cable (AS-40)
- USS Frank E. Evans (DD-754)
- USS Frank H. Buck (SP-1613)
- USS Frank J. Petraca ()
- USS Frank Knox (DD-742)
- USS Frankford (DD-497)
- USS Frankfurt (1915)
- USS Franklin (1775, 1795, 1815, 1864, CV-13/AVT-8)
- USS Franklin Bell (AP-34)
- USS Franklin D. Roosevelt (CV-42)
- USS Franks (DD-554)
- USS Frazier (DD-607)
- USS Fred C. Ainsworth (AP-181)
- USS Fred T. Berry (DD-858)
- USS Freda ()
- USS Frederick (CA-8, LST-1184)
- USS Frederick C. Davis (DE-136)
- USS Frederick Funston (AP-178/APA-89)
- USS Frederick Luckenbach ()
- USS Fredonia (, )
- USS Free Lance ()
- USS Freedom (ID-3024, )
- USS Freehold ()
- USS Freestone (APA-167)
- USS Fremont (AP-89,  APA-44)
- USS French (DE-367)
- USS French Creek (AO-159)
- USS Fresno (AK-3063, SP-3063, CL-121, LST-1182)
- USS Frieda (SP-1618)
- USS Friedrich Der Grosse (ID-1408)
- USS Frigate Bird (, MSC-191)
- USS Frolic (1813, 1862, 1898, 1917)
- USS Frontier (AD-25)
- USS Frost (DE-144)
- USS Frybarger (DE-705)
- USS Frying Pan ()
- USS Fuchsia ()
- USS Fullam (DD-474)
- USS Fuller (DD-297, AP-14/APA-7)
- USS Fulmar (, )
- USS Fulton (, PG-49, AS-1, AS-11)
- USS Furman (AK-280)
- USS Furse (DD-882)
- USS Fury (1869, PG-69)

A · B · C · D · E · F · G · H · I · J · K · L · M · N · O · P · Q · R · S · T · U · V · W · X · Y · Z